# Нушабад
Нушабад (перс. نوش آباد) — місто в остані Ісфаган, Іран. Розміщене 8 км на північ від міста Кашан, знаходиться на популярному туристичному маршруті до пустелі Маранджаб.

## Історія
Засноване біля джерела води, звідки походить його назва «місто смачної води». За легендою шах їхав через це місце і випив води, яка була надзвичайно смачна. Він звелів побудувати місто Анушабад, що згодом трансформувалося у Нушабад.

## Туристичні принади

### Місто Оуй

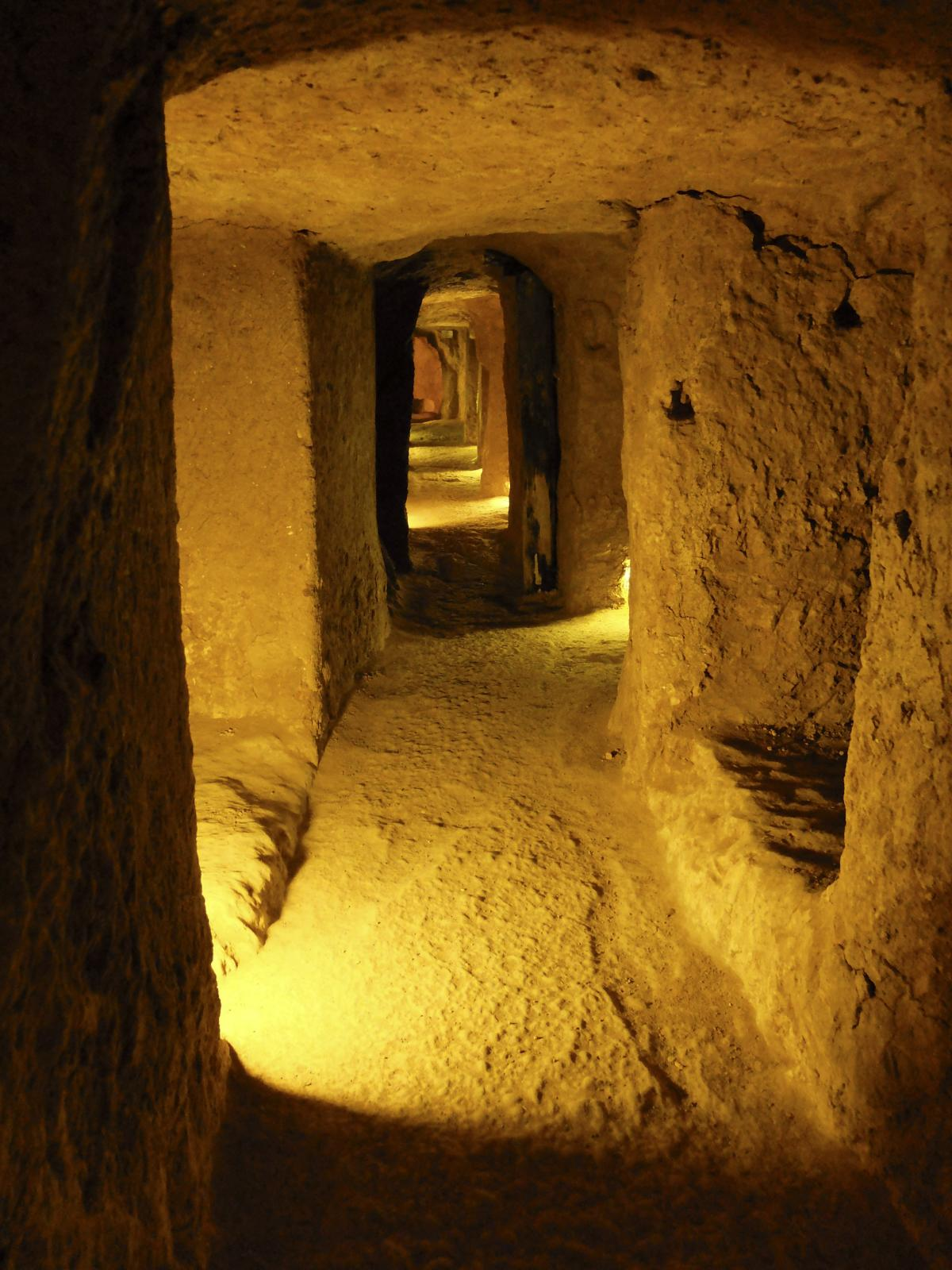
Комірки для сімей

У місті місцевим жителем, що копав колодязь, було випадково знайдено вхід до підземних тунелів. Розкопки почалися у 2002 році під керівництвом археолога Захри Сарукхані (Zahra Sarookhani). Побудовані як схованка від денної спеки, згодом почали використовуватися для переховування під час атак ворожих армій. Має три поверхи від 4 до 18 м глибиною, кілька виходів, колодязі та вентиляційні шахти. Кожен тунель має 170—180 см висоти. Зайти у підземелля можна було як з приватних будинків так і з громадських місць, наприклад, з фортеці Сізан чи міської цистерни. По усій території підземного міста розташовані стародавні пастки (викривленні коридори, замасковані ями) для знищення непроханих прибульців. Назва підземного міста Оуй походить від пароля «оуй!», який мали говорити місцеві жителі сторожі в темних тунелях, щоб їх не сприйняли за ворогів. Освітлювалося місто каганцями. Вважають, що система тунелів була збудована за епохи Держави Сасанідів шахиншахом Хосров I Ануширван. Використовувалася під час вторгнення монголів XIII ст. та до вступу на трон династії Каджарів. Старі люди у селищі стверджують, що тунелями можна було дістатися до святилища печери Ніанзар, що розміщена за 28 км від Кашану. Для відвідувачів відкритий лише невелика частина верхнього поверху. На стінах видно сліди затоплення. Подальшим розкопкам заважає той факт, що місцеві жителі приєднували каналізацію до тунелів і велика частина їх затоплена нечистотами.

### Фортеця Сізан

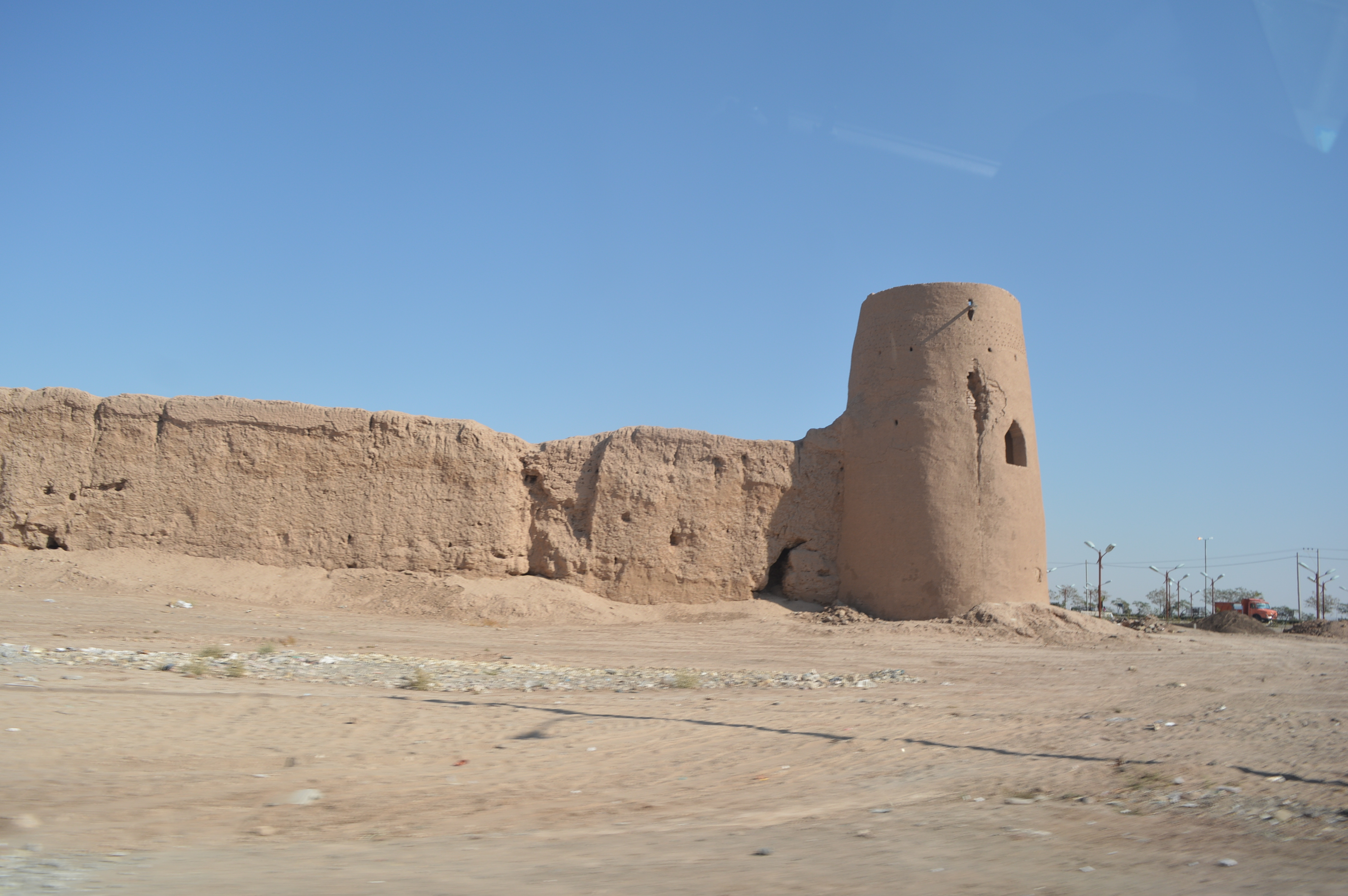
Башта фортеці

У місті є стародавня фортеця площею 1 гектар. Стіни, викладені з глини та каменів, мають товщину 4-5 м. 9 башт розміщуються по периметру фортеці. Вхід знаходиться на північному заході. На території знайдені артефакти часів Держави Сасанідів.